# Movement Torino Music Festival
Il Movement Torino Music Festival, o più comunemente denominato Movement, è un festival di musica elettronica che si tiene annualmente, a partire dal 2006, a Torino.

## Storia

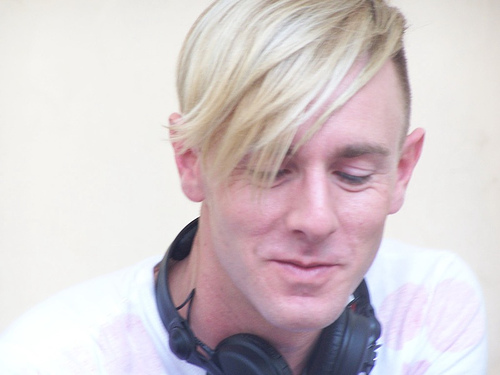
Richie Hawtin, Canada

Interpretazione europea del Detroit Electronic Music Festival (DEMF) che si svolge a Detroit (Michigan, USA) dal 2000, Movement va in scena per la prima volta fuori dai confini americani il 15 dicembre 2006 a Torino per celebrare la chiusura dei Giochi Olimpici Invernali.
Nel 2009 Movement Torino e Movement Detroit – Paxahau hanno sottoscritto un'intesa programmatica volta a consolidare internazionalmente il brand sul fronte del palinsesto artistico e del portafoglio sponsor, con mutuo beneficio cultural-turistico per entrambe le metropoli.

### Gli inizi
Il 15 dicembre 2006, per la prima volta a Torino nasce ufficialmente Movement. A conclusione di un anno pieno di emozioni, viene deciso di realizzare un evento musicale in una location protagonista delle gare di hockey durante le Olimpiadi di Torino 2006. Movement è il primo evento privato ad entrare all'interno del palazzetto realizzato dall'architetto Arata Isozaki. Alla prima edizione partecipano 2.500 persone. Nel 2007, Movement decide di ampliare il proprio parco artisti e di legarsi alla data del 31 ottobre, la festa di Halloween. Alla seconda edizione partecipano 6.000 persone, molte delle quali provenienti da fuori Piemonte.

### La crescita
Dopo due anni e due edizioni alle spalle, nel 2008 Movement decide di aumentare il proprio palinsesto culturale, realizzando due seminari con Derrick May e François Kevorkian presso il Politecnico di Torino e la presentazione ufficiale in Italia del film High Tech Soul, il primo documentario sull'evoluzione della musica techno del regista Gary Bredow. Nel 2008 vengono utilizzati per la prima volta i tre foyer del Palazzetto, che ospitano in un'unica serata oltre 12.000 persone.
Nel 2009, Movement viene realizzato in due giorni differenti, il 30 ed il 31 ottobre. La quarta edizione del festival ospita oltre 20 DJ internazionali, 25 ore di musica live, proiezioni digitali ed oltre 15.000 persone.
Nel 2010 avviene la vera consacrazione come Festival di rilievo internazionale: il 31 ottobre suonano tra gli altri anche i Chemical Brothers in esclusiva nazionale.
Il 2011 è l’ultimo anno in cui Movement si svolge presso il PalaOlimpico-Isozaki ed ospita il live degli Underworld assieme a Laurent Garnier, Carl Craig, Green Velvet e Derrick May.
Nel 2012 Movement si trasferisce al Padiglione 5 di Torino Esposizioni per una edizione di transizione.
Dal 2013 casa Movement è il Lingotto Fiere di Torino.
Secondo l’Osservatorio dello Spettacolo SIAE nel 2015 Movement è il Festival musicale di gran lunga più partecipato d’Italia nel quarto trimestre dello stesso anno.
Nel 2016, unitamente al cugino Kappa FuturFestival, riceve il prestigioso patrocinio della Commissione Europea, mai assegnato precedentemente dalla propria costituzione nel 1968.
Movement si consolida come principale format invernale d’Italia.
Il main show del 2017 si svolge il 28 e il 31 Ottobre.

## Edizioni
Edizione 2006
(15 dicembre)
- Derrick May
- Kevin Sounderson
- Federico Gandin
- Lorenzo LSP

Edizione 2007
(31 ottobre)
- Derrick May
- Dan Ghenacia
- Stacey Pullen
- Underground Resistance
- Krakatoa
- DJ Torpez
- Manuel Moroni

Edizione 2008
(31 ottobre)
- Derrick May
- Dennis Ferrer
- Loco Dice
- François Kevorkian
- Joe Clausell
- Tini
- Moodymann

Edizione 2009
(30-31 ottobre)
- Derrick May
- Richie Hawtin
- Ricardo Villalobos
- Luciano
- Stacey Pullen
- Motel Connection
- Michel Cleis
- Phil Weeks
- Chris Carrier
- DJ Hugo
- DJ Torpez
- Michel Cleis
- Danny Fiddo
- Krakatoa
- Mike Huckaby
- Omar S

## Ambasciatori Movement
Movement ha tra le proprie file numerosi ambasciatori, che hanno il compito di portare in giro per il mondo i valori del festival. Tra questi troviamo personaggi illustri come Derrick May, unico DJ ad aver preso parte a tutte e quattro le edizioni del festival torinese.

### Video
- Movement 2009 - Post Event Movie, su youtube.com.
- Movement 2009 - Derrick May, su youtube.com.
- Movement 2009 - Riche Hawtin, su youtube.com.
- Movement 2009 - Ricardo Villalobos, su youtube.com.
- Movement 2009 - Stacey Pullen, su youtube.com.
- Movement 2009 - Luciano, su youtube.com.
- Movement 2008 - Post Event Movie, su youtube.com.